# Vlastějov
Vlastějov je malá vesnice, část města Hartmanice v okrese Klatovy v Plzeňském kraji. Nachází se asi čtyři kilometry severozápadně od Hartmanic. Vlastějov je také název katastrálního území o rozloze 1,63 km².

## Historie
První písemná zmínka o vesnici pochází z roku 1465.

## Obyvatelstvo
| Rok            | 1869 | 1880 | 1890 | 1900 | 1910 | 1921 | 1930 | 1950 | 1961 | 1970 | 1980 | 1991 | 2001 | 2011 | 2021 |
| -------------- | ---- | ---- | ---- | ---- | ---- | ---- | ---- | ---- | ---- | ---- | ---- | ---- | ---- | ---- | ---- |
| Počet obyvatel | 108  | 92   | 94   | 97   | 87   | 90   | 86   | 55   | 64   | 64   | 61   | 50   | 33   | 33   | 33   |
| Počet domů     | 13   | 14   | 14   | 14   | 14   | 14   | 15   | 16   | 16   | 15   | 16   | 18   | 18   | 18   | 18   |

## Obecní správa
Při sčítání lidu v letech 1850–1949 Vlastějov byl osadou obce Javoří v okrese Sušice. V letech 1950–1959 byl osadou obce Těšov u Sušice v okrese Sušice. Od roku 1960 je částí města Hartmanice v okrese Klatovy.

## Pamětihodnosti
- Vlastějovská lípa, památný strom, na pastvině pod kravínem nad silnicí do Jiřičné